# Mazatlania
Mazatlania is een geslacht van weekdieren uit de klasse van de Gastropoda (slakken).

## Soorten
- Mazatlania cosentini (Philippi, 1836)
- Mazatlania fulgurata (Philippi, 1846)